# 1881
1881 (MDCCCLXXXI) var ett normalår som började en lördag i den gregorianska kalendern och ett normalår som började en torsdag i den julianska kalendern.

## Händelser

### Januari
- 22 januari – New York-obelisken reses, Central Park, New York, invigning den 22 februari

### Mars
- 4 mars – James A. Garfield efterträder Rutherford B. Hayes som USA:s president.
- 26 mars – Kungariket Rumänien grundas.[1]

### April

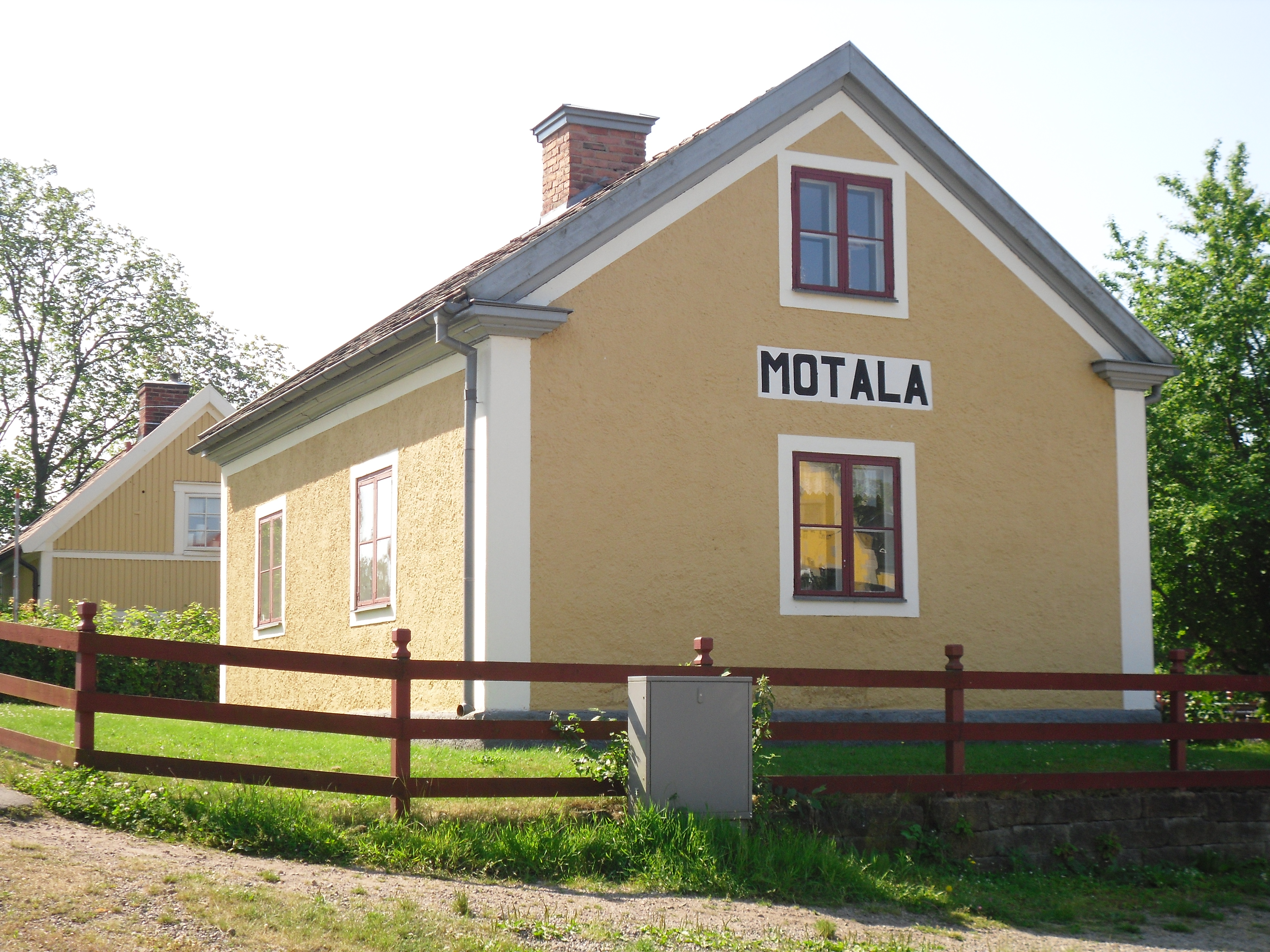
Motala.

- 1 april – Motala får stadsprivilegier.[2]

### Maj
- 13 maj – Tunisien ställs under Frankrikes beskydd.[3]

### Juni
- Juni - Flera fartyg förolyckade på grund av isflak vid Öregrund.
- 24 juni – De första svenska friidrottsspelen hålls på militärfältet i Sannahed (Närke) på midsommarafton under ledning av Victor Balck som sedermera kommer att ligga bakom olympiska spelen 1912 i Stockholm [4].

### Juli
- 2 juli – USA:s president James Garfield skjuts ner av advokaten Charles J. Guiteau, varpå denne omhändertas efter sitt illdåd. Anledningen till Guiteaus våldagärning, är dennes missnöje och ilska över att bli nekad ett konsulatsämbete av presidenten.

### September
- September – Elektrisk gatubelysning med femton lampor prövas på Norrbro och Gustav Adolfs torg i Stockholm, Sverige.[5]
- 19 september - President Garfield avlider efter att ha ådragit sig ett infekterat banesår. Han efterträds av sin vicepresident Chester A. Arthur, som avlägger sin grundlaga ämbetsed nästföljande dag.
- 20 september – Sveriges kronprins Gustaf (V) gifter sig med Victoria av Baden.

### Oktober

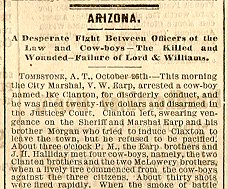
Revolverstriden vid O.K. Corral.

- 10 oktober – Franska soldater ockuperar Tunis.[3]
- 26 oktober – Revolverstriden vid O.K. Corral utkämpas i Tombstone, Arizona.

### November
- 6 november – August "Mäster" Palm håller det första offentliga socialistiska föredraget i Sverige, Vad vilja socialdemokraterna? på hotell Stockholm i Malmö.
- 18 november – Den första effektiva lagen mot barnarbete införs i Sverige. Åldersgränsen för barnarbete inom industri och hantverk är tolv år och arbetsdagens längd begränsas tills det 19:e året.[6].

### December
- 26 december – August Palm håller ytterligare ett föredrag i Lill-Jansskogen i Stockholm.
- 30 december – August Strindbergs pjäs Mäster Olof har urpremiär på Nya Teatern i Stockholm.

### Okänt datum
- Stockholms Dagblad och Dagens Nyheter börjar tryckas på rotationspress.
- Sveriges sista optiska telegraflinje, mellan Göteborg och Vinga, läggs ner.
- Sedermera kaptenen Axel Sjögreen finner på en vind en bunt papper, däribland ett bortglömt originalbrev av Gustav Vasa, som han 1896 överlämnar till Riksarkivet.
- Carl Nyberg tar patent på blåslampan.

## Födda

### Första kvartalet

#### Januari
- 21 januari – John Gerald Milton, amerikansk demokratisk politiker och advokat, senator 1938. (död 1977)
- 23 januari
  - Kliment Vorosjilov, sovjetisk militär och politiker. (död 1969)
  - Frida Winnerstrand, svensk skådespelare. (död 1943)
- 30 januari – Harald Plum, dansk affärsman och gulaschbaron. (död 1929)

#### Februari
- 1 februari – Dimitrana Ivanova, bulgarisk feminist. (död 1960)
- 10 februari – Pauline Brunius, svensk skådespelare, manusförfattare, regissör och teaterchef. (död 1954)
- 11 februari – Carlo Carrà, italiensk målare och ledande futurist.
- 12 februari – Gucken Cederborg, svensk skådespelare.
- 21 februari – Ivar Kåge, svensk skådespelare och regissör.
- 27 februari
  - Sveinn Björnsson, Islands president 1944–1952.
  - Luitzen Egbertus Jan Brouwer, nederländsk matematiker och filosof.

#### Mars
- 12 mars
  - Mustafa Kemal Atatürk, turkisk statsman, den turkiska republikens fader.
  - Arthur Raymond Robinson, amerikansk republikansk politiker, senator 1925–1935.
- 17 mars – Signe Kolthoff, svensk skådespelare och sångerska.
- 23 mars – Roger Martin du Gard, fransk författare.
- 25 mars – Béla Bartók, ungersk kompositör.
- 31 mars – Maria Schildknecht, svensk skådespelare.

### Andra kvartalet

#### April
- 1 april – Octavian Goga, rumänsk politiker och nationell skald.
- 3 april – Alcide de Gasperi, italiensk statsman och politiker, premiärminister 1945–1953.
- 12 april – Earle B. Mayfield, amerikansk politiker, senator 1923–1929.
- 20 april – Nikolaj Mjaskovskij, rysk kompositör.
- 22 april – Aleksandr Kerenskij, rysk regeringschef 1917.

#### Maj
- 1 maj – Pierre Teilhard de Chardin, fransk jesuitpräst, geolog och filosof.
- 10 maj – Ivar Kalling, svensk skådespelare och teaterledare.
- 21 maj – Karl Westerström, svensk godsägare och politiker (högern).
- 23 maj – Johan Fredrik Kjellén, svensk lantbrukare och riksdagsman.
- 25 maj
  - Sven Bergvall, svensk skådespelare.
  - Günther Lütjens, tysk sjömilitär, amiral 1940.
- 26 maj – Edward V. Robertson, walesisk-amerikansk politiker.

#### Juni
- 3 juni – Michail Larionov, rysk konstnär, grundare av rayonismen. (död 1964)
- 5 juni – Axel Wenner-Gren, svensk affärsman. (död 1961)
- 17 juni – Adolf Meyer, tysk arkitekt. (död 1929)
- 19 juni – Anna Olin, svensk skådespelare. (död 1946)

### Tredje kvartalet

#### Juli
- 8 juli – Georg Dalunde, svensk boktryckare och skådespelare.
- 21 juli – Carl Wallin, svensk skådespelare.
- 28 juli – Erik Uppström, svensk kompositör och musiker (regementsmusiker).

#### Augusti
- 2 augusti – Günther Roeder, tysk egyptolog och museiman.
- 6 augusti – Sir Alexander Fleming, brittisk läkare, upptäckare av penicillin, nobelpristagare.
- 7 augusti – François Darlan, fransk amiral, vicepresident i Vichyfrankrike 1941–1942.
- 8 augusti – Ewald von Kleist, tysk generalfältmarskalk.
- 29 augusti – Pat Harrison, amerikansk demokratisk politiker, senator 1919–1941.

#### September
- 2 september – Erik A. Petschler, svensk regissör, skådespelare och produktionsledare.
- 14 september – Hjördis Gille, svensk skådespelerska.
- 29 september – Ludwig von Mises, österrikisk nationalekonom.

### Fjärde kvartalet

#### Oktober
- 1 oktober – Anders Örne, svensk socialdemokratisk politiker, kommunikationsminister 1921–1923.
- 4 oktober – Walther von Brauchitsch, tysk militär.
- 9 oktober – Helga Brofeldt, svensk skådespelare.
- 15 oktober – P.G. Wodehouse, brittisk författare.
- 24 oktober – Carl Petrus Olsson, svensk banarbetare och socialdemokratisk politiker. (död 1972)
- 25 oktober – Pablo Picasso, spansk konstnär, grafiker, skulptör och poet.

#### November
- 12 november – Maximilian Weichs, tysk generalfältmarskalk.
- 18 november – Ingeborg Strandin, svensk operettsångerska och skådespelare.
- 23 november – Herman Lantz, svensk skådespelare, manusförfattare och simhoppare.
- 25 november – Johannes XXIII, född Angelo Giuseppe Roncalli, påve 1958–1963.
- 28 november – Stefan Zweig, österrikisk författare.
- 29 november – Alma Johansson, svensk missionär.
- 30 november – Edvard Gylling, finlandssvensk kommunist.

#### December
- 3 december – John Landquist, svensk litteraturkritiker.
- 4 december – Erwin von Witzleben tysk generalfältmarskalk.
- 8 december
  - Marcello Piacentini, italiensk arkitekt.
  - Albert Gleizes, fransk målare.
- 12 december – Harry Warner, amerikansk filmbolagsdirektör, grundare av Warner Bros.
- 13 december
  - Gustav Björkman, svensk förvaltare och politiker (högerpartiet).
  - Yngve Larsson, ledande borgarråd i Stockholm.
- 16 december – Daniel F. Steck, amerikansk demokratisk politiker, senator 1926–1931.
- 29 december – Aivva Uppström, svensk författare.
- 31 december – Max Pechstein, tysk målare och grafiker, expressionist.

## Avlidna

### Första kvartalet

#### Januari
- 1 januari – Louis Auguste Blanqui, 75, fransk teoretiker, socialist, revolutionär och politisk aktivist.
- 5 januari – Hippolyte Auger, 84, fransk författare.
- 12 januari – Thomas Watkins Ligon, 70, amerikansk demokratisk politiker.
- 24 januari – James Collinson, 55, brittisk målare.
- 25 januari – Sophie von Hatzfeldt, 75, tysk socialist.

#### Februari
- 5 februari – Thomas Carlyle, 85, skotsk författare och historiker.
- 9 februari – Fjodor Dostojevskij, 59, rysk författare[7].
- 24 februari – Matthew H. Carpenter, 56, amerikansk politiker, senator 1869–1875 och 1879–1881.

#### Mars
- 1 mars – Alexander II av Ryssland, 62, rysk tsar 1855-1881 (mördad).
- 9 mars – Karolina Amalia av Augustenborg, 84, drottning av Danmark 1839–1848, gift med Kristian VIII.
- 21 mars – Anders Fryxell, 86, svensk präst och författare.
- 28 mars – Modest Musorgskij, 42, rysk tonsättare.

### Andra kvartalet

#### April
- 19 april – Benjamin Disraeli, 76, brittisk politiker och författare.

#### Maj
- 11 maj – Henri Frédéric Amiel, 59, schweizisk författare.
- 17 maj – Eli Perry, 81, amerikansk demokratisk politiker, kongressledamot 1871–1875.
- 19 maj – Harry von Arnim, 56, tysk diplomat.
- 30 maj – Zacharias Göransson, 57, svensk pedagog.

#### Juni
- 2 juni – Friedrich zu Eulenburg, 65, preussisk greve och statsman.
- 13 juni – Nils Samuel von Koch, 80, svensk justitiekansler.
- 15 juni – Marie Laveau, 79, amerikansk voodoo-praktiker.
- 19 juni – Henry Smith Lane, 70, amerikansk politiker.
- 28 juni – Jules Dufaure, 82, fransk politiker, Frankrikes tillförordnade president 30 januari 1879.

### Tredje kvartalet

#### Juli
- 4 juli – Johan Vilhelm Snellman, 75, finländsk filosof, författare, tidningsman och statsman.
- 8 juli – Oscar Arnoldson, 51, svensk operasångare.
- 10 juli – Phineas Hitchcock, 49, amerikansk republikansk politiker, senator 1871–1877.
- 14 juli – Billy the Kid, 21, amerikansk bandit, mördad.
- 20 juli – Theodor Bergk, 69, tysk klassisk filolog.
- 27 juli – John J. Bagley, 49, amerikansk republikansk politiker, guvernör i Michigan 1873–1877.
- 29 juli – James Chrisman, 63, amerikansk politiker, kongressledamot 1853–1855.

#### Augusti
- 10 augusti – Orville Hickman Browning, 75, amerikansk politiker och advokat.
- 11 augusti – William John Gill, 38, brittisk upptäcktsresande, mördad.
- 12 augusti – William Gosse, 38, brittisk-australisk forskare.
- 31 augusti – Carl Eduard Geppert, 70, tysk filolog.

#### September
- 19 september – James Garfield, 49, amerikansk politiker, USA:s president sedan 4 mars detta år (mördad).
- 25 september – Joseph Garnier, 67, fransk nationalekonom.

### Fjärde kvartalet

#### Oktober
- 5 oktober – George G. Fogg, 68, amerikansk politiker, diplomat och publicist.
- 8 oktober – Joseph Carter Abbott, 56, amerikansk militär och politiker, senator 1868–1871.
- 16 oktober – Louis A. Wiltz, 38, amerikansk politiker, guvernör i Louisiana 1880–1881.
- 26 oktober – Billy Clanton, amerikansk cowboy och revolverman (dödad i revolverstriden vid O.K. Corral).
- 26 oktober – Frank McLaury, 32, amerikansk cowboy och revolverman (dödad i revolverstriden vid O.K. Corral).

#### November
- 3 november – Joseph Knabl, 62, tysk skulptör.
- 21 november – Alexander Randall, 78, amerikansk politiker, kongressledamot 1841–1843.

#### December
- 14 december
  - Decimus Burton, 81, brittisk arkitekt.
  - Berndt Godenhjelm, 82, finländsk målare.
- 31 december – Vasilij Grigorjev, 65, rysk filolog och arkeolog.

#### Okänt datum
- Sophia Magdalena Gardelius, svensk konsthantverkare.

### Fotnoter
1. ↑  World Statesmen
2. ↑  ”Motalas historia”. Arkiverad från originalet den 10 mars 2016. https://web.archive.org/web/20160310135618/http://ekinge.nu/Motala/mothistoria/mothist.htm. Läst 5 november 2010.
3. 1 2  World Statesmen
4. ↑  ”Kumlanytt”. Arkiverad från originalet den 27 oktober 2011. https://web.archive.org/web/20111027111640/http://www.kumlanytt.se/nyheter.php?subaction=showfull&id=1282604261&archive=&start_from=&ucat=2,7&. Läst 6 mars 2011.
5. ↑  Elektriskt ljus i Sverige Arkiverad 3 oktober 2016 hämtat från the Wayback Machine.
6. ↑  Nordisk familjebok 1904
7. ↑  Det hände i dag